# دیوگو دوریا
دیوگو دِ فرانسا نتو دوریا (پرتغالی: Diogo de França Neto Dória) بازیگر اهل پرتغال است.
او با کارگردان صاحب‌سبک و مشهور پرتغالی مانوئل دی الیویرا همکاری نزدیکی داشت.

## گزیدهٔ فیلم‌شناسی
- شب‌های عربی (۲۰۱۵)
- مارچلو ماسترویانی: به‌یاد دارم (۱۹۹۷)
- اصل عدم قطعیت (۲۰۰۲)
- کمدی الهی (۱۹۹۱)
- آدم‌خواری (۱۹۸۸)